# Miltonduff
Miltonduff ist eine Whisky-Destillerie bei Elgin, Speyside, Schottland.

## Geschichte
Die Destillerie Miltonduff wurde 1824 auf dem Platz erbaut, auf dem sich zuvor die Brauerei des ehemaligen Benediktinerklosters Pluscarden befand. Heute gibt es zwischen der Destillerie und dem Kloster keine Verbindung mehr, dennoch wird der Name des Klosters weiterhin auf den Etiketten der Abfüllungen erwähnt, die der im wenige Kilometer entfernten Elgin ansässige unabhängige Abfüller Gordon & MacPhail vertreibt. In den Jahren 1930 und 1970 wurde die Destillerie aufwändig renoviert. Im Jahr 2005 wurde Miltonduff von Chivas Brothers (Pernod Ricard), im Zuge der Übernahme von Allied Domecq übernommen.
Der hier produzierte Whisky ist ein zentraler Bestandteil der Ballantine’s Blends.

## Produkte
Stilrichtung: Blumig, wohlriechend, klar, fest, elegant. Aperitif.
Miltonduff 10-year-old, 40 Vol.-%
- Farbe: Honigtöniges Gold

Miltonduff 15-year-old, Special Distillery Bottling, 46 Vol.-%
- Farbe: Gold

Miltonduff 1968, Gordon & MacPhail, 40 Vol.-%
- Farbe: Bronze

Mosstowie 1979, Gordon & MacPhail, Connoisseurs Choice, 40 Vol.-%
- Farbe: Blasse Bronze

Miltonduff 1968, 40 Vol.-%
- Farbe: Bernstein
- Eine offizielle Abfüllung, jetzt nur noch schwer erhältlich.

Miltonduff-Glenlivet 22 yo 1990/2012 (56,7 %, Cadenhead, wine cask, Claret)
- Farbe: Gold
- Für Serge Valentin der beste weingereifte oder wein-gefinishte Whisky. Two smashing Miltonduff. Abgerufen am 17. Juli 2013.